# 생방송 행복찾기
《생방송 행복찾기》는 대한민국의 SBS에서 제작·방송되었던 교양·주부 대상 프로그램이다. 1991년 12월 9일에 SBS TV가 개국하면서 같은 해 12월 14일에 첫 방송을 시작되었으며, SBS가 유리구두를 통해 주말 특별기획 드라마를 부활시키면서 생긴 개편에 따라 2002년 2월 23일에 마지막 방송을 하였다.

## 개요
평범한 시민들의 일상적인 생활과 애환을 소개해 시청자들의 공감을 사면서 1990년대 초·중반에는 타사 경쟁 프로그램을 제치고 시청률 20%대를 기록하기도 했다. IMF 경제 위기를 전후해 힘들어 하던 우리 사회의 아버지들에게 용기를 불어 넣어준 〈아빠 힘내세요〉,〈휘파람을 부세요〉등을 비롯해 참신한 코너로 좋은 반응을 얻었다.

## 방송 코너
- 1부는 한 주제를 통해 초대 손님을 모시고 이야기를 나눴다.
- 2부는 주부들이 보내온 편지를 그 주부와 가족들이 직접 출연한 재연프로그램 사연들 모아서 방송하였다.

## 진행자
- 초대 MC : 최선규[2], 김창숙 (1991년 12월 14일 ~ 1999년 10월 16일)
- 2대 MC : 최선규, 송채환 (1999년 10월 23일 ~ 2000년 8월 12일)
- 3대 MC : 최선규, 최영아 (2000년 8월 19일 ~ 2001년 3월 10일)
- 4대 MC : 이창섭, 이미영 (2001년 3월 17일 ~ 2001년 9월 8일)
- 5대 MC : 이창섭, 김소원 (2001년 9월 15일 ~ 2001년 10월 27일)
- 6대 MC : 이창섭, 양미경 (2001년 11월 3일 ~ 2002년 2월 23일)

## 관련 기사
- '생방송 행복찾기' 500회 하이라이트 (한국일보)
- 방송작가의 매력, 느껴보지 않으면 몰라요 (오마이뉴스)